# Leptocerus ukchatara
Leptocerus ukchatara är en nattsländeart som beskrevs av Schmid 1987. Leptocerus ukchatara ingår i släktet Leptocerus och familjen långhornssländor. Inga underarter finns listade i Catalogue of Life.